# جورج فورمان الثالث
جورج فورمان الثالث (بالإنجليزية: George Foreman III)‏ مواليد 23 يناير 1983 في تكساس، الولايات المتحدة، هو ملاكم محترف أمريكي يصنف ضمن فئة الوزن الثقيل بدأ مسيرته الاحترافية سنة 2009 حيث انتصر في نزاله الأول.

## إحصائيات
خاض خلال مسيرته 16 نزالا، فاز في 16 ولم يتعادل ولم يخسر. فاز بالضربة القاضية في 15 نزالا.

## روابط خارجية
- جورج فورمان الثالث على موقع بوكس ريك (الإنجليزية) (registration required)